# Антоновський Олександр Петрович
Антоновський Олександр Петрович (22 серпня [3 вересня] 1863, м. Кишинів, тепер Молдова — 13 березня 1939, там само) — оперний і камерний співак (бас-профундо), педагог. Навчався співу в Московській консерваторії у Дж. Ґальвані (1882-86). 1886-90 — соліст Великого театру в Москві, 1890—92 — Київської, 1892—1894 і 1899 — Одеської, 1894-99 — Харківської опер, 1900—1902 — Маріїнського театру та 1902—1910 — «Нової опери» в Петербурзі. Володів могутнім голосом великого діапазону, точністю вокального інтонування; виконавське мистецтво відзначалося виразною акторською грою. Вів концертну діяльність, зокрема у Києві (1891), Одесі (1893), Харкові (1900). 1911 брав участь у першому конкурсі співаків в Україні (Харків). Від 1921 — директор Кишинів, консерваторії. Серед учнів — М. Дідученко.
Партії (загалом бл. 50): Сусанін, Руслан («Життя за царя», «Руслан і Людмила» М. Глінки), Кончак («Князь Ігор» О. Бородіна), Мельник («Русалка» О. Даргомижського), Гремін («Євгеній Онєгін» П. Чайковського), Олоферн («Юдиф» О. Сєрова), Варязький гість («Садко» М. Римського-Корсакова).